# Ризопус
Ризопус (Rhizopus) — рід цвілевих, умовно-патогенних нитчастих грибів, який налічує 11 видів. У побуті гриби цього роду відомі під спільною назвою «головчата цвіль» або «чорна цвіль».

## Загальна характеристика
Ризопус (чорна цвіль) частіше всього з'являється на фруктах та овочах при їх довгому зберіганні. Пошкоджує поверхню плоду, а також його нутрощі (м'якуш фруктів забарвлюється в коричневий колір, починається процес бродіння). Представники цього роду належать до типу зигомікотів (до нижчих грибів — фікомікотів). Зигомікотові гриби включають гриби родів Mucor, Rhizopus, Absidia, Rhizomucor, Basidiobolus, Conidiobolus. Широко поширені в ґрунті, повітрі, їжі, на гниючих рослинах, плодах. Більшість видів Rhizopus є сапротрофами (редуценти) і харчуються різною мертвою органічною речовиною, хоча деякі види є паразитами або патогенними. Розвиток міцелію при низьких температурах помітно сповільнюється, а спорангії перетворюються в щільну масу — чорну або темно-сіру.

## Будова
Гриби роду Rhizopus характеризуються розгалуженним міцелієм, що складаються з трьох типів гіфів: столони (дугоподібно вигнуті гіфи), ризоїдів, якими прикліплюється до субстрату і зазвичай негалуджених спорангієносців. На кінцях спорангієносців знаходяться округлені, чорні спорангії. У спорангіях утворюються численні нерухомі багатоядерні спорангіоспори для безстатевого розмноження. Rhizopus може розмножуватися і статевим шляхом, коли присутні два сумісних і фізіологічно різних міцеліїв. При статевому процесі утворюють зигоспори. Швидко зростаючі колонії змінюють свій колір від білого до темного.

## Найвідоміші види Ризопуса

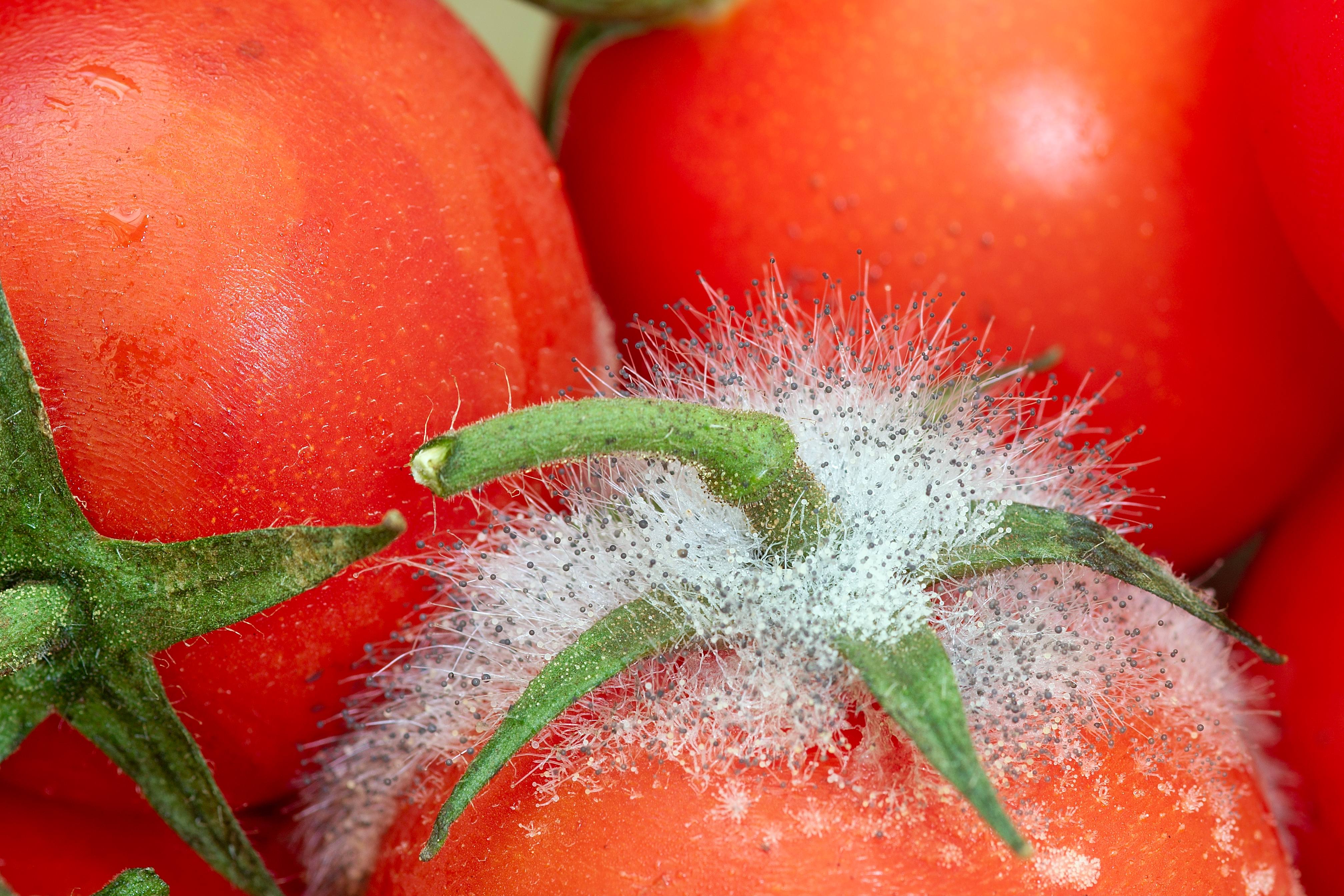
Rhizopus stolonifer на помідорах

Rhizopus cohnii псує сіно і солому та інші корми, особливо якщо вони були заскиртовані вологими. «Заважає» нормальному збереженню врожаїв зернових, спричиняючи їх гниття. Тим же чином провокує втрати серед закладених на зберігання груш, бульб картоплі, кореневищ ірису, коренеплодів буряка цукрового, яблук та інших «м'ясистих» плодів.
Rhizopus microsporus викликає буру суху гниль кошиків соняшнику.
Rhizopus necans вражає цибулини лілій м'якою гниллю. При зберіганні їх в досить теплих умовах вони гинуть через 45-50 годин.
Rhizopus nigricans з'являється на фруктах дерев з родів груша і яблуня, а також на персиках. Продукує Кагатну гниль цукрових буряків, мокру гниль на бульбах батату, чорну цвіль на насінні пшениці і на хлібобулочних виробах, якщо вони неправильно зберігаються. Псує м'якою гниллю картоплю, проникаючи в бульби крізь ходи, погризені личинками жуків-коваликів (так званими проволочниками). Проникнувши в ягоди винограду крізь травмовану шкірку, розм'якшує, руйнує їх плоть і обумовлює дострокове закінчення соку. Згубний для зібраних ягід ожини, суниці, полуниці, малини. Для баклажана є менш шкідливий, хоча може «прикрашати» цвіллю — знову ж чорної — його плоди і в відкритому ґрунті, в теплицях.

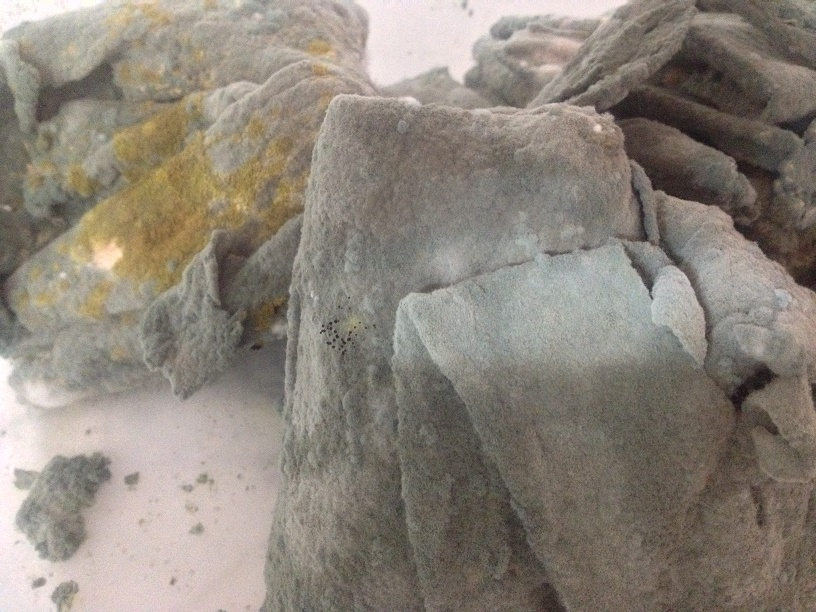
Rhizopus nigricans на хлібові

Rhizopus nodosus викликає сіру гниль кошиків соняшнику, коренеплодів буряків, культурних різновидів бавовнику, на гронах різних сортів винограду, на солодких фігах інжиру.
Rhizopus oryzae схожий на Rhizopus cohnii, проте приносить ще й користь. В азійських країнах давно виявлено, що у Rhizopus oryzae висока ферментативна активність, і тому застосовують його як один з інгредієнтів закваски для сировини, з якого бажають отримати спиртовмісний напій. Крім того, він поряд з Rhizopus japonicus і Rhizopus oligosporus, допомагає зброджувати рослинне молоко, що готується з насіння сої харчової, перетворюючи його в «темпі» або в «тофу» («соєвий сир»). Аналогічну процедуру можна зробити не тільки з бобами сої, але і з ядрами плодів кокосової пальми, і з зернами рослин з родини злакових — зокрема, рису.
Rhizopus oligosporus викристовується для ферментезації сої та виготовлення темпе.

## Практичне використання
Багато представників роду Rhizopus мають високу ферментативну активність або утворюють різні органічні кислоти, завдяки чому знаходять практичне застосування, особливо в країнах Азійського континенту. Ці гриби використовуються як компонент закваски («китайські дріжджі», «раги») або безпосередньо для ферментативного виробництва зброджених продуктів харчування («соєвий сир», «темпі» та інші). З бобів сої, зерна злаків (рису та інших), ядра кокосового горіха, а також для отримання спирту з бульб картоплі. Деякі гриби роду Rhizopus спричинюють мукормікоз (фікомікоз, мукороз, зигомікоз)) у імунодефіцитних осіб (інвазивний легеневий зигомікоз, ураження шлунково-кишкового тракту, шкіри, мозку та інших органів). Спори грибів проникають в організм аерогенним (повітряно-капельним) шляхом або при контакті з травмованими тканинами (аліментарним шляхом) і шкіри (контактним шляхом). Поширюючись в природі, призводять до загибелі врожаю і викликають захворювання у рослин.

## Заходи боротьби і профілактики ризопуса
1. У місцях зберігання врожаю рекомендується забезпечувати посилену примусову циркуляцію повітря. До концентрації в ньому кисню O2 Ризопуси не вимогливі, проте часті провітрювання сприяють зниженню стовпчика термометра, що дуже бажано. Діапазон температур, при яких може розвиватися, наприклад, Rhizopus nigricans, досить широкий — 5-45 °C, але взагалі цього паразита (як і його «братів» по роду) вважають теплолюбним, бо з'ясовано, що найкраща для нього температура лежить в межах 30-35 °С.
2. Висока відносна вологість повітря теж більш комфортна для розвитку Ризопусів, ніж низька. Значить, якщо дощова погода затягується, то шанси зіткнутися в саду, на полі або в городі з «буйством» цих грибків збільшуються.
3. Своєчасно очищати субстрат від будь-яких бур'янів і залишків рослин, на яких можуть міститися (а то і зимувати) спори Ризопусів.
4. Щоб пригальмувати поширення хвороби від однієї ягоди до іншої, щільні грона столових сортів винограду в періоди зростання і визрівання прийнято проріджувати. Для винних сортів аналогічну процедуру вважають економічно виправданою, замість неї грона звільняють від ягід пошкоджених, явно заражених або просто підозрілих, обкурюють сірчистим газом (двоокис сірки SO2, спрацьовує як консервант) і без затримок охолоджують.
5. Плодові дерева за 12-14 днів до зняття врожаю треба обприскувати фунгіцидами.
6. Дезінфекція тари, яка планується використовуватися для збору плодів та овочів, а також стіни, полиці і інші конструкційні елементи всередині сховища.
7. Знищення шкідників, які допомагають рознесенню зарази.
8. Для своєчасного виявлення ступеня зараженості сховищ пліснявими грибами необхідно проводити регулярний мікробіологічний контроль.